# Anton Ulrich von Braunschweig-Wolfenbüttel

Anton Ulrich von Braunschweig

Anton Ulrich Prinz von Braunschweig-Wolfenbüttel (* 28. August 1714 in Bevern; † 4. Mai 1774 in Cholmogory) war ein Sohn Ferdinand Albrechts II., Fürst von Braunschweig-Wolfenbüttel-Bevern. Er war als Ehemann der Regentin Anna Leopoldowna von 1740 bis 1741 Generalissimus der russischen Armee.

## Leben
Anton Ulrich war der zweite Sohn Ferdinand Albrecht II. (Braunschweig-Wolfenbüttel) und Bruder des preußischen Generals Herzog Ferdinand. Er war zugleich Schwager von König Friedrich II. von Preußen. 1733 kam Anton Ulrich auf Wunsch der russischen Kaiserin Anna, die ihn zum Ehemann für ihre Nichte Anna Leopoldowna bestimmt hatte, nach Russland. In Riga übernahm er die Inhaberschaft eines Regiments, der bereits 1732 nach ihm benannten „Braunschweig-Kürassiere“.
Seine Hochzeit mit Anna Leopoldowna fand erst 1739 in Sankt Petersburg statt. Der aus dieser Ehe hervorgegangene Iwan VI. wurde von der Kaiserin zu ihrem künftigen Nachfolger ernannt; bis zu dessen Volljährigkeit sollte Biron die Regentschaft führen. Anton Ulrich  wurde mit seiner Gemahlin von allen Regierungsgeschäften ferngehalten.
Als er bald nach dem Tod der Kaiserin Anna bei einer gegen Biron gerichteten Verschwörung kompromittiert wurde, zwang ihn Biron, aller seiner militärischen Ämter zu entsagen und drohte, ihn aus Russland zu verweisen. Nach Birons Sturz wurde der Prinz von seiner Gemahlin, der Regentin Anna Leopoldowna, zum Generalissimus der russischen Armee erhoben. Anna Leopoldowna wurde jedoch in der Nacht zum 6. Dezember 1741 von Elisabeth Petrowna entmachtet und mit ihrem Mann und ihren Kindern in der Zitadelle von Riga eingesperrt, später nach Dünamünde und schließlich nach Cholmogory im Gouvernement Archangelgorod verschleppt, wo sie im Alter von 27 Jahren 1746 starb.
Katharina II. ließ bald nach ihrer Thronbesteigung im Jahre 1762 Anton Ulrich den Vorschlag machen, Russland zu verlassen. Seine Kinder aber müssten zurückbleiben, da man ihnen aus politischen Gründen nicht die Freiheit geben könne. Er zog die Gefangenschaft mit seinen Kindern der Freiheit ohne diese vor und starb, fast völlig erblindet, am 4. Mai 1774. Sein Sohn Iwan war bereits 1764 in Schlüsselburg ermordet worden. Seine übrigen vier Kinder ließ man 1780 frei. Katharina II. verweigerte ihnen ein Jahresgehalt und schickte sie nach Dänemark, wo sie in Horsens in Jütland zurückgezogen lebten. Die Königinwitwe von Dänemark, Juliane Marie von Braunschweig, war die jüngere Schwester Anton Ulrichs.

## Nachkommen
Anton Ulrich heiratete 1739 Anna Leopoldowna, Tochter von Herzog Karl Leopold von Mecklenburg.
- Iwan VI. (1740–1764)
- Katharina (1741–1807)
- Elisabeth (1743–1782)
- Peter (1745–1798)
- Alexej (1746–1787)